# Inna Rosja
Inna Rosja (ros. Другая Россия) –  rosyjski ruch polityczny skupiający liberalne i lewicowe ugrupowania opozycyjne wobec polityki prezydenta Władimira Putina. Liderami organizacji są Garri Kasparow i Eduard Limonow. W 2010 roku narodowi-bolszewicy pod przywództwem Limonowa powołali nową partię polityczną Inna Rosja.
W skład koalicji wchodzą m.in.:
- Partia Narodowo-Bolszewicka (PNB) Eduarda Limonowa,
- Rosyjski Sojusz Ludowo-Demokratyczny (RNDS) byłego premiera Michaiła Kasjanowa,
- Zjednoczony Front Obywatelski (OGF) Garriego Kasparowa,
- Republikańska Partia Rosji (RPR) Władimira Ryżkowa,
- Awangarda Czerwonej Młodzieży (AKM)

W języku rosyjskim nazwa partii brzmi „Drugaja Rossija”, co jest aluzją do nazwy partii Putina Jedna Rosja. Przekorność tej nazwy traci się w tłumaczeniu.